# Дирили Сурхай
Дирили Сурхай (имя при рождении Сурхай Бейалы оглы Фараджов; азерб. Dirili Surxay) — азербайджанский ашуг и поэт XX века.

## Биография
Дирили Сурхай родился 10 мая 1902 года в селе Худаярлы, в предгорьях Диридага (ныне — в Джебраильском районе Азербайджана). Отца его звали Бейалы киши, а мать — Тукезбан ханум. Учился у муллы, затем окончил медресе и русскую школу. Высшее духовное образование получил в Тебризе. Образование получил на тюркском и персидском языках, был знаком с классической литературой. По возвращении на родину отказался от духовного сана и научился петь и играть на сазе. Дирили Сурхай прославился на весь Карабах как один из лучших авторов-исполнителей своего времени.
Дирили Сурхай часто встречался с прославленными ашугами. Благодаря этому он стал популярным певцом, песни которого были сложены в форме гошма и герайлы. Были известны его произведения «Терекеме», «Пери», «Диридаг», «Аразбар», «Гарчигай», «Родина». Основная часть трудов поэта не издана и находится в семии. Дирили Сурхай также глубоко изучил литературное наследие Дирили Гурбани и считал себя его потомком.
Скончался Дирили Сурхай в 1945 году в возрасте 43 лет.